# Valdenebro de los Valles
Valdenebro de los Valles est une commune de la province de Valladolid dans la communauté autonome de Castille-et-León en Espagne.

## Histoire

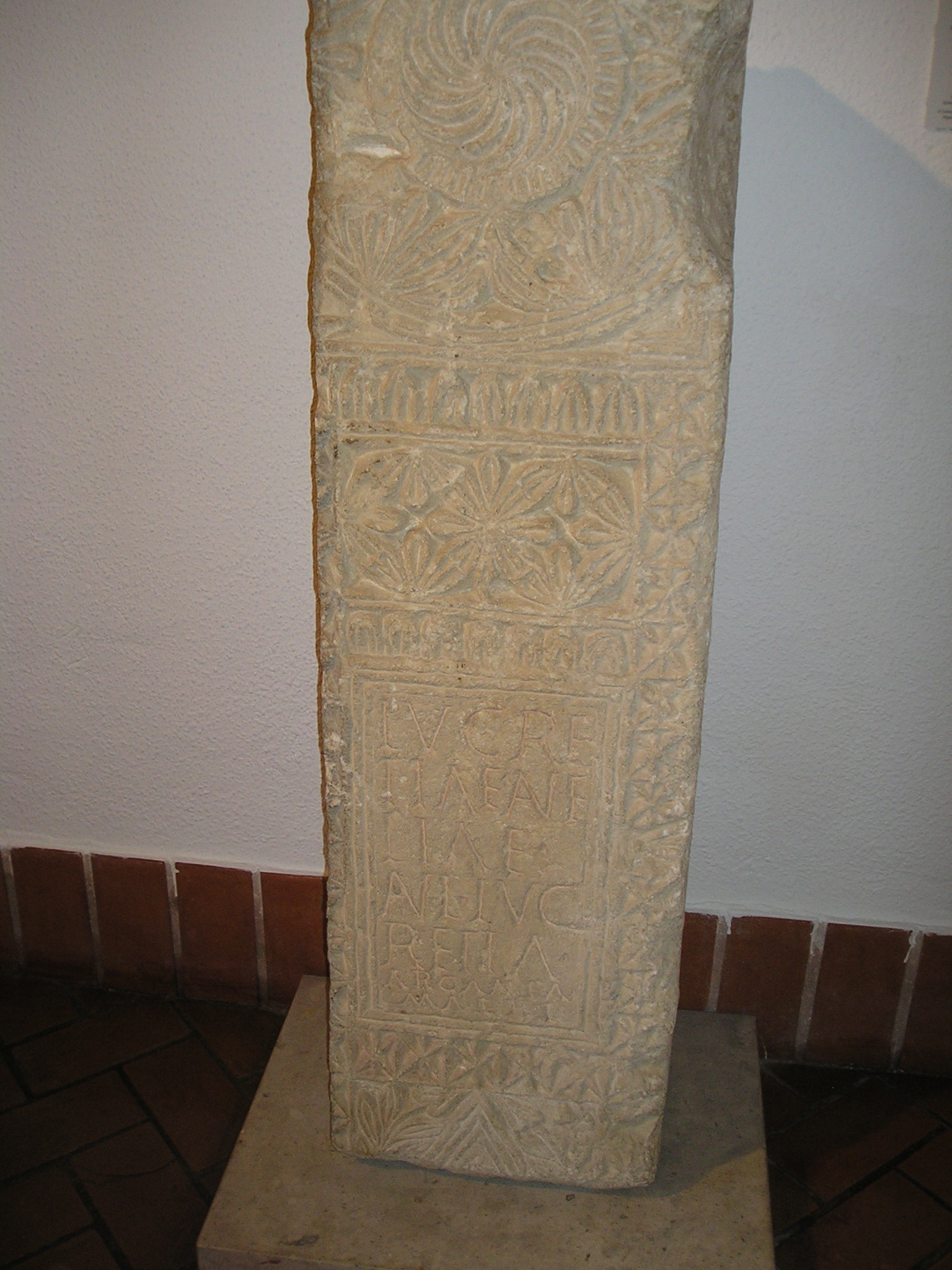
Stèle funéraire romaine.

## Sites et patrimoine
L'édifice notable de la commune est l'église Saint-Vincent (iglesia de San Vicente Mártir).

Église Saint-Vincent
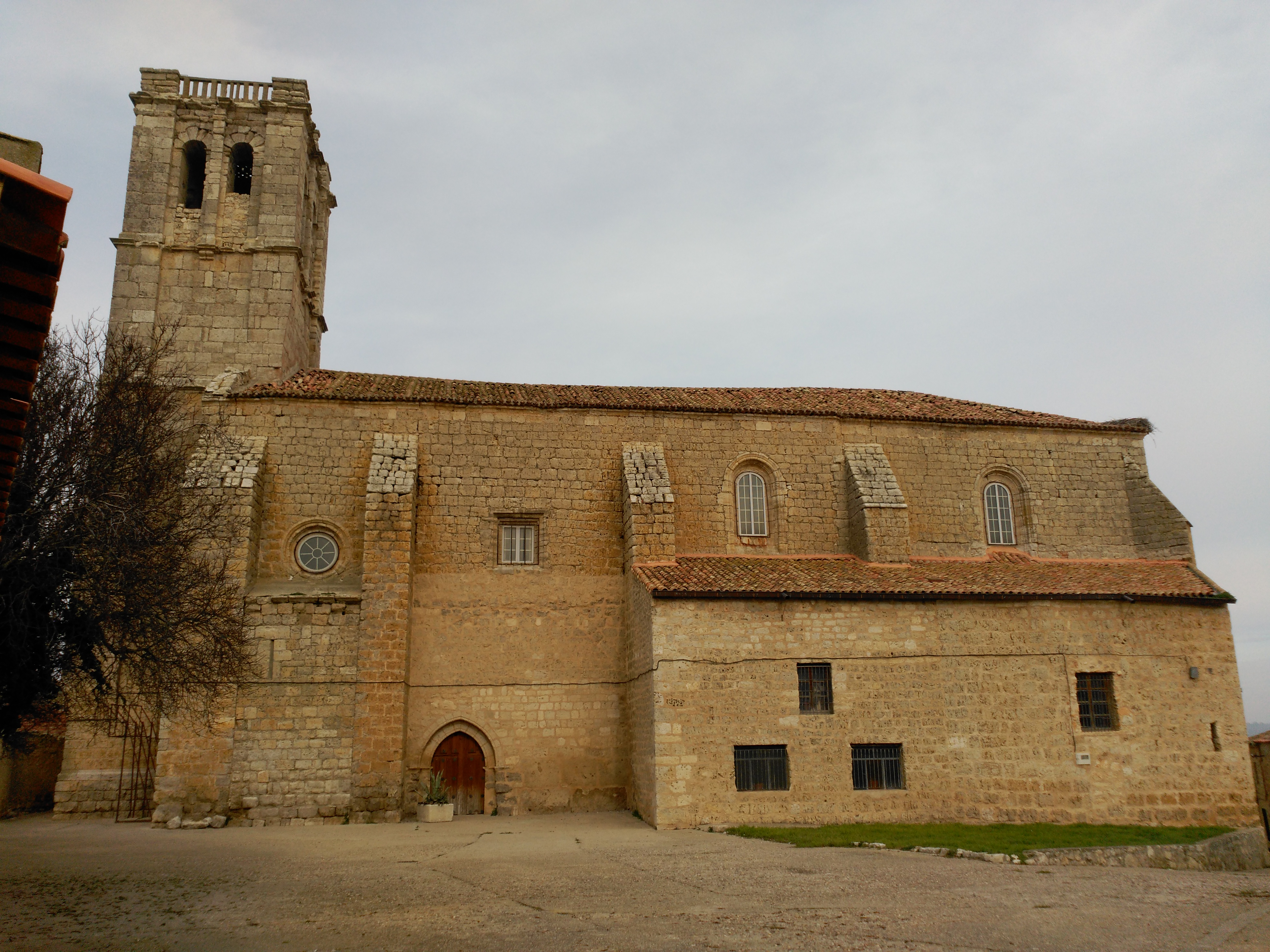
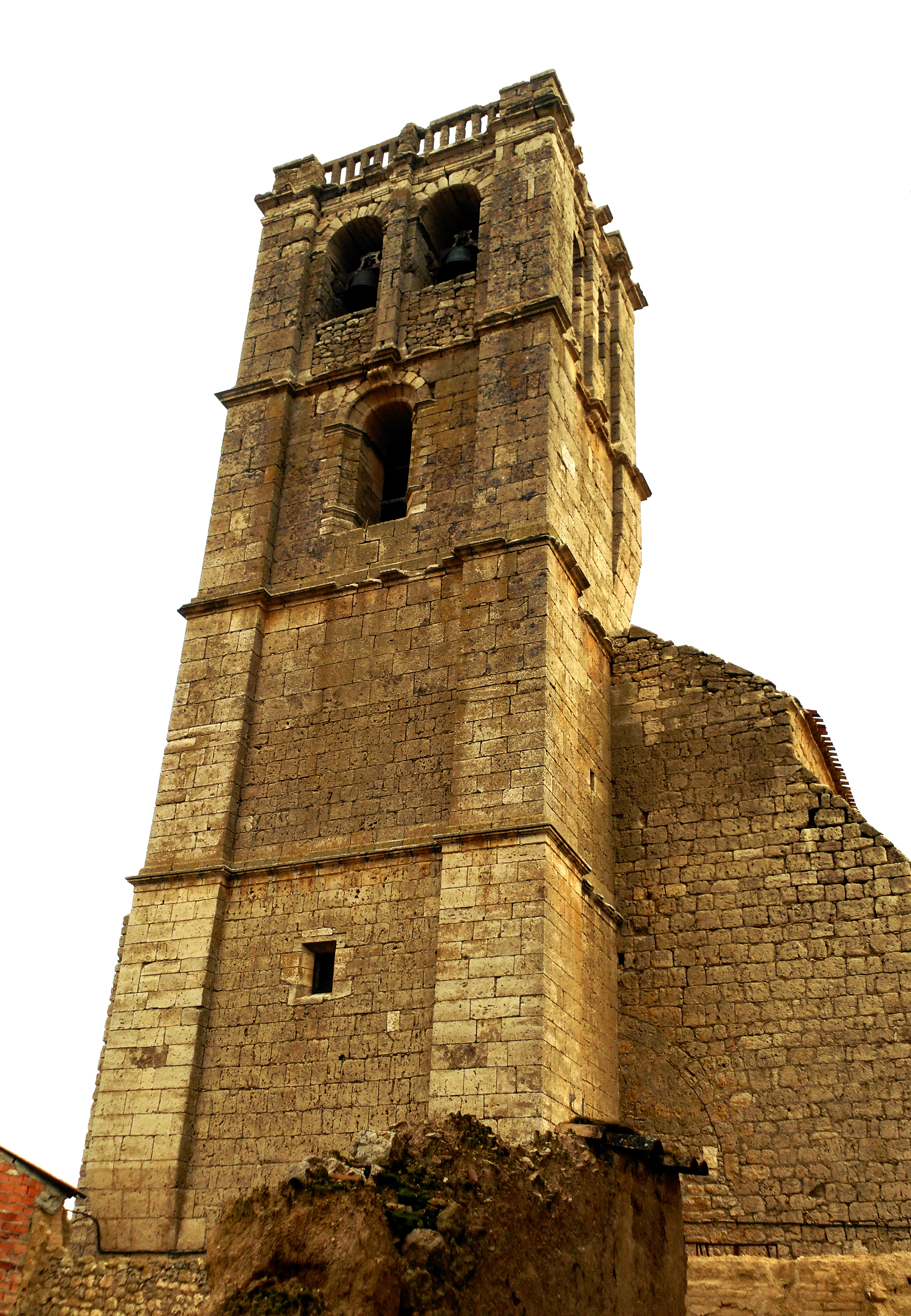
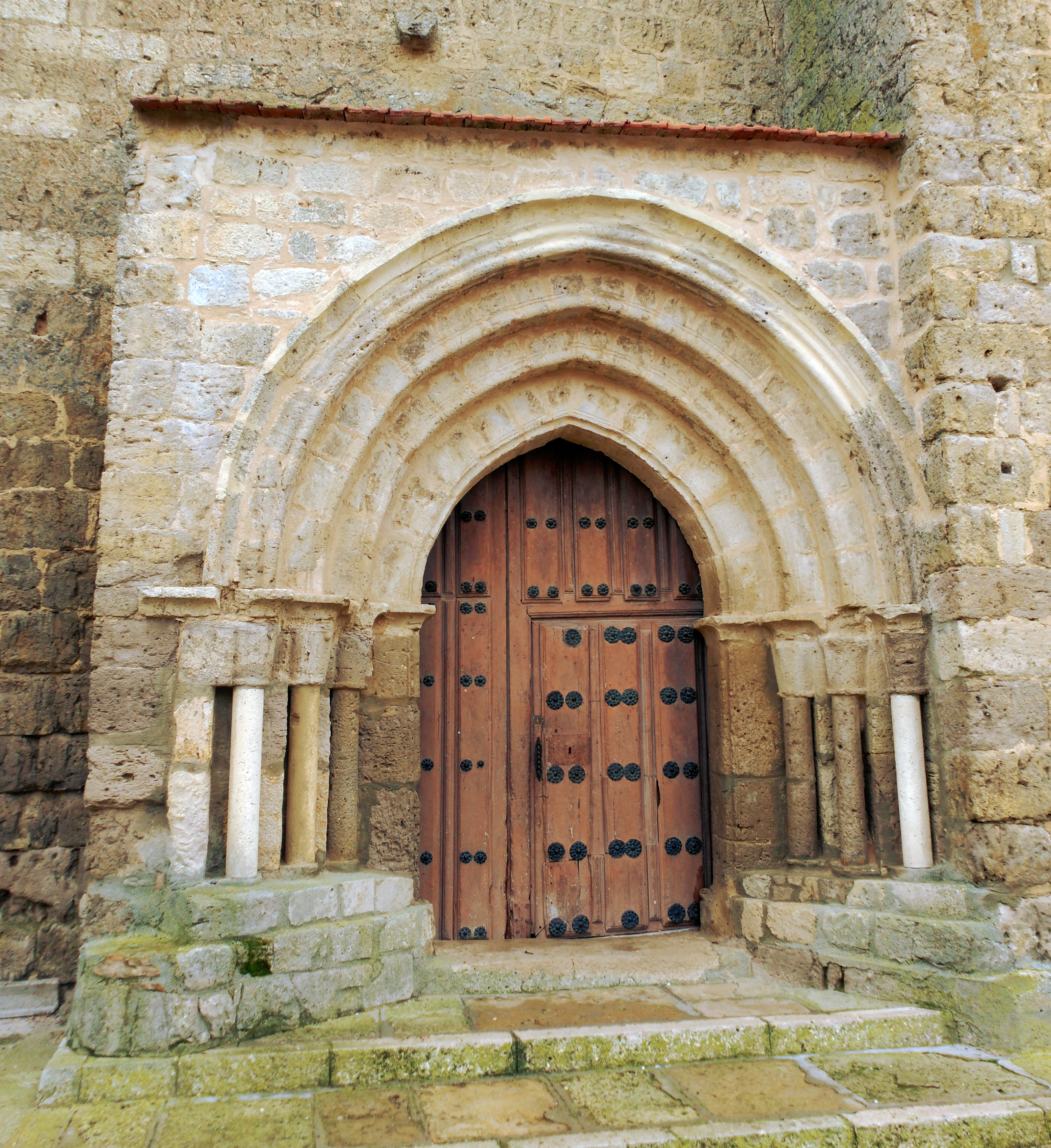